# Nikolai Alekhin
Nikolai Alekhin (en rus: Николай Алехин) (1913–1964) va ser un enginyer de coets soviètic. El constructor de coets va començar la seva carrera de desenvolupament a l'oficina de disseny experimental del coet de combustible líquid sota el lideratge de Valentín Gluixkó.
El 1970, la UAI va anomenar el cràter lunar «Alekhin» en honor seu.